# الدوري الهولندي الممتاز 1902–03
الدوري الهولندي الممتاز 1902–03 (بالهولندية: Nederlands landskampioenschap voetbal 1902/03)‏ هو الموسم 15 من الدوري الهولندي الممتاز. أشرف على تنظيمه الاتحاد الملكي الهولندي لكرة القدم، وفاز فيه HVV Den Haag ‏.